# Ishiharella dentata
Ishiharella dentata är en insektsart som beskrevs av Qin och Zhang 2004. Ishiharella dentata ingår i släktet Ishiharella och familjen dvärgstritar. Inga underarter finns listade i Catalogue of Life.